# Монтагю Джеймс
Монтагю Роудс Джеймс (на английски: Montague Rhodes James) – роден на 1 август 1862 година е английски писател, историк, специалист по средновековието, ректор на Кралския колеж в Кеймбридж (1905 – 1918) и Итън (1918 – 1936). Влиза в историята на литературата като най-добрия майстор в жанра на разказите за призраци.
Автори, обявяващи се за ученици и последователи на М. Р. Джеймс, са Хауърд Лъвкрафт, Джон Бетчеман, Кларк Ештън Смит, Стивън Кинг. Най-високо мнение за майсторството на Джеймс като разказвач има Хорхе Луис Борхес.

## Биография
Монтегю Роудс Джеймс е роден на 1 август 1862 г. в Годнестоун (Кент, Англия), в семейство на английски свещеник Хърбърт Джеймс и Мери-Емили (моминско име Хортън), дъщеря на морски офицер. Детството си прекарва в Съфолк, откъдето са родом и неговите родители.
В много негови разкази („Само свирни и ще дойда“, „Предупреждение към любопитните“, „Плъхове“, „Винетка“) действието се развива тъкмо в Съфолк или Кеймбридж, където авторът живее в течение на дълги години.
От ранно детство Монтагю обиква литературата, като предпочита да прекарва времето си в библиотеката, а не с връстниците си. Същият затворен начин на живот, с репутация на „книжен плъх“, води и в Итън, и в Кралския колеж в Кеймбридж, където получава поста асистент в музея „Фицуилям“. Непосредствено след като защитава дисертацията си на тема „Апокалипсиса на Св. Петър“ (The Apocalypse of St. Peter), Джеймс става и декан на университета.
Мистичните разкази на М. Р. Джеймс са публикувани в четири сборника (първият от тях Ghost Stories of an Antiquary е публикуван 1904 г., а за пръв път издаден с твърда корица – 1931 г.).
Лъвкрафт казва за писателя: „… надарен с почти диаболична сила да призовава ужаса с нежни стъпки, от средата на прозаичното ежедневие (… gifted with an almost diabolic power of calling horror by gentle steps from the midst of prosaic daily life)“. „Доктор Джеймс“, пише още Лъвкрафт, „притежава ясно, научно познание за човешките нерви и психика, знае как да разпредели преки твърдения, образност и тънки намеци, за да постигне най-голямо въздействие върху читателя.“
Художественият стил на М. Р. Джеймс става причина за нарицателното „джеймсиански“. Разказвачът обикновено е съвсем обикновен човек, неизпъкващ с нищо, леко наивен джентълмен с изявено научно мислене. Героят открива ръкопис или древен артефакт, който го води към контакт със света на мъртвите, които далеч не са миролюбиво настроени. „Важното е призракът да е изпълнен с лоши намерения“, пише Джеймс. „На добрите духове мястото им е в приказките и легендите, не в моите разкази.“
По старинна английска традиция Монтагю Роудс пише разкази за Коледа, които чете, събирайки приятели пред камината. В средата на 90-те години Би Би Си прави художествена възстановка на четенията – актьорът Кристофър Лий (в ролята на автора) участва в четенията в Кеймбридж. Любопитен факт е, че актьорът е имал възможност да се запознае с автора приживе – Лий учи в Самър Фийлд, подготвително училище в Оксфорд и кандидатства за стипендия в Итън, където го интервюират в присъствието на професор Джеймс.
Произведенията на Джеймс неведнъж са били адаптирани за радиото и телевизията (главно във Великобритания), където го въздигат в класик. Най-популярните екранизации са: „Само свирни и ще дойда“ (Whistle and I’ll Come to You, 1968, режисьор Джонатан Милър, в главната роля сър Майкъл Хордърн и A Warning to the Curious (1972, режисьор Лорънс Гордън Кларк, в главната роля Питър Оуен), и двата филма са пуснати на DVD от Британския филмов институт. През 2013 г. по поръчка на Би Би Си режисьорът Марк Гейтис заснема късометражния филм The Tractate Middoth по едноименния разказ.
Би Би Си многократно подготвя за Коледа радио адаптации по разказите на М. Р. Джеймс (A View from a Hill, The Stalls Of Barchester Cathedral, The Ash Tree, Number 13, A Warning To The Curious). През 80-те години Argo Records пуска на пазара 4 касети, където разказите чете сър Майкъл Хордърн. През 90-те години същата аудио серия е пусната от ISIS Audio Books, с четец Найджъл Ламбърт.
Единствената известна филмова адаптация по произведенията на Джеймс остава тази на Жак Турние от 1957 г. – „Нощта на демона“ (Night of the Demon (американска версия – Curse of the Demon), по разказа Casting the Runes (с елементи от разказа A School Story). На театралната сцена това произведение е поставено през юни 2006 г. от трупата Pandemonium Theatre Company.
През 2006 г. Nunkie Theatre Company обикаля Великобритания и Ирландия с пиесата „Приятен ужас“ (A Pleasing Terror) по мотиви на разказите Canon Alberic’s Scrap-book и The Mezzotint.
Член-кореспондент е на Американската академия за средновековни изследвания (1926).

### Научни трудове
- Apocrypha Anecdota (1893 – 1897)
- A Descriptive Catalogue Of The Manuscripts In The Library Of Corpus Christi College Cambridge (1912)
- The Biblical Antiquities of Philo (1917)
- The Wanderings and Homes of Manuscripts (1919)
- Henry the Sixth: A Reprint of John Blacman’s Memoir (1919)
- The Lost Apocrypha of the Old Testament (1920)
- The Apocryphal New Testament (1924)

### Пътеписи
- Travel Abbeys (1926)
- Suffolk and Norfolk (1930)

### Книги за деца
- The Five Jars (1922)
- Като преводач: Forty-Two Stories, от Ханс Кристиан Андерсен, превод и увод (1930)

### Сборници с разкази
- Ghost Stories of an Antiquary (1904)
- More Ghost Stories (1911)
- A Thin Ghost and Others (1919)
- A Warning to the Curious and Other Ghost Stories (1925)
- Wailing Well (1928)
- The Collected Ghost Stories of M. R. James (1931)

### Аудио касети с разкази на М. Р. Джеймс
- Ghost Stories (Argo Records 1982)
- More Ghost Stories (Argo Records 1984)
- A Warning to the Curious (Argo Records 1985)
- No. 13 and Other Ghost Stories (Argo Records 1988)
- A Warning to the Curious and Other Tales (ISIS Audio Books: 4 касети, 6 разказа, 1992)
- Ghost Stories of an Antiquary (ISIS Audio Books: 3 касети, 8 разказа, 1992).

### Публикации на български

#### В съвместни издания
- Желязната девственица (ИК Факел, 1991)
  - Брястът (The Ash-tree, 1904), прев. Александра Велева (1991)
  - Загубени души (Lost Hearts, 1925), прев. Александра Велева (1991)
- Призрачният дилижанс (ИК Изток-Запад, 2017)
  - Градина с рози (The Rose Garden, 1911), прев. Огняна Иванова
- Пясъчния човек. Разкази на ужаса (Millenium, 2018)
  - Изтръгнати сърца (Lost Hearts), прев. Александра Велева (2018)

#### Самостоятелни издания
- Граф Магнус и още 12 разказа за призраци (Кралица МАБ, 1994), прев. Станимир Йотов
- Само свирни и ще дойда (ИК Пергамент Прес, 2017)
- Съкровището на абат Томас (ИК Пергамент Прес, 2017)
- Номер 13 (ИК Изток-Запад, 2020), прев. Боряна Даракчиева